# Konstancja Poniatowska
Księżna Konstancja Poniatowska herbu Ciołek, (ur. 2 marca 1759, zm. 1830) – marszałkowa.
Matką jej była Apolonia Ustrzycka, h. Przestrzał, (1736–1814) – stolnikówna, żona dwóch książąt, generałowa. córka Bazylego Ustrzyckiego (1715–1751).
Ojcem jej był książę Kazimierz Poniatowski herbu Ciołek (1721-1800), generał wojska koronnego, podkomorzy wielki koronny, brat króla Polski Stanisława Augusta, Poniatowskiego.
Bratem księżniczki Konstancji był Stanisław Poniatowski (podskarbi litewski) herbu Ciołek, (ur. 23 listopada 1754 w Warszawie, zm. 13 lutego 1833) – podskarbi wielki litewski a siostrą była księżniczka Katarzyna Poniatowska h. Ciołek (ur. 1760).
4 kwietnia 1775 roku wyszła za Ludwika Skumina Tyszkiewicza h. Leliwa (1750–1808) – posła, hetmana polnego litewskiego (1780), marszałka wielkiego litewskiego (1793), pisarza wielkiego litewskiego (1775), podskarbiego wielkiego koronnego (1791).
Miała z nim córkę Annę Tyszkiewiczównę (1779–1867 w Paryżu), z którą wziął ślub Aleksander Stanisław Potocki w dniu 15 maja 1805 roku w Wilnie i mieli troje dzieci: Natalię Potocką, Maurycego Eustachego Potockiego i Augusta Potockiego
Księżniczka Konstancja zmarła w 1830 roku.